# You'll Never Find (A Better Woman)
"You'll Never Find (A Better Woman)" är en låt framförd av den amerikanska R&B-sångerskan Teedra Moses, texten skrevs av henne själv, musiken skapades av Paul Poli till Moses' debutalbum Complex Simplicity (2004). Låten innehåller rapparen Jadakiss som gästarist.
"You'll Never Find" är en midtempo-låt där framföraren sjunger till en eventuell pojkvän. Mannen är en kvinnotjusare och sångerskan menar att om de blir tillsammans kommer de antagligen att bråka mycket. Hon medger av den anledningen att hon kanske är "dåraktig". I refrängen lånar låten text från Alicia Myers' singel "Better Woman or Bigger Fool", vilken Moses låt också samplar. "You'll Never Find" gavs ut som Teedra Moses debusingel den 11 november 2003 via skivbolaget TVT Records. Singeln debuterade på amerikanska R&B-listan Hot R&B/Hip-Hop Songs den 29 november 2003, på plats 90. "You'll Never Find" blev aldrig någon framgång utan stagnerade på en 86:e plats den 13 december samma år. Sista gången låten noterades på listan var i månadsskiftet januari/februari 2004. Sammanlagt låg den tio veckor på topplistan. Försäljningen av singeln räckte till en 60:e plats på Billboards Hot R&B/Hip-Hop Sales.
Någon musikvideo till låten filmades aldrig.

## Format och innehållsförteckningar
| - Amerikansk CD/Maxi-singel 1. "You'll Never Find (A Better Woman)" (Radio) - 4:13 2. "You'll Never Find (A Better Woman)" (Edited Radio W/O Jadakiss) - 3:51 3. "You'll Never Find (A Better Woman)" (Street) - 4:13 4. "You'll Never Find (A Better Woman)" (Instrumental) - 3:51 5. "You'll Never Find (A Better Woman)" (Acappella) - 3:19 6. "You'll Never Find (A Better Woman)" (Call Out) - 0:10 - Amerikansk 12"-vinylsingel (Promo) 1. "You'll Never Find (A Better Woman)" (Urban Underground Remix) 2. "You'll Never Find (A Better Woman)" (Instrumental) | - Amerikansk 12"-vinylsingel 1. "You'll Never Find (A Better Woman)" Radio 2. "You'll Never Find (A Better Woman)" Radio No Rap 3. "You'll Never Find (A Better Woman)" Instrumental 4. "You'll Never Find (A Better Woman)" Acapella |

## Topplistor
| Lista (2003)                          | Topplacering |
| ------------------------------------- | ------------ |
| USA (Billboard Hot R&B/Hip-Hop Songs) | 86           |